# Smithfield (Maine)
Smithfield es un pueblo ubicado en el condado de Somerset en el estado estadounidense de Maine. En el Censo de 2010 tenía una población de 1.033 habitantes y una densidad poblacional de 16,11 personas por km².

## Geografía
Smithfield se encuentra ubicado en las coordenadas 44°38′31″N 69°48′1″O / 44.64194, -69.80028. Según la Oficina del Censo de los Estados Unidos, Smithfield tiene una superficie total de 64.13 km², de la cual 51.54 km² corresponden a tierra firme y (19.63%) 12.59 km² es agua.

## Demografía
Según el censo de 2010, había 1.033 personas residiendo en Smithfield. La densidad de población era de 16,11 hab./km². De los 1.033 habitantes, Smithfield estaba compuesto por el 97.58% blancos, el 0.1% eran afroamericanos, el 0.19% eran amerindios, el 0.48% eran asiáticos, el 0% eran isleños del Pacífico, el 0.1% eran de otras razas y el 1.55% pertenecían a dos o más razas. Del total de la población el 0.97% eran hispanos o latinos de cualquier raza.